# Sejm radomski 1505
Sejm radomski 1505 – sejm walny Korony Królestwa Polskiego, który 23 grudnia 1504 został zwołany na 9 lutego 1505 do Radomia.
Sejmiki przedsejmowe w województwach odbyły się ok. 1 lutego 1505 roku. Obrady sejmu trwały od 30 marca do 31 maja 1505 roku.
Sejm jest przede wszystkim kojarzony z uchwalenia na nim aktu nihil novi. Inny tekst uchwalony na sejmie radomskim to De constitutionibus novis per proclamationem publicandis.